# Minezaki Kōtō
Minezaki Kōtō (jap. 峰崎勾当) war ein japanischer Shamisen-Komponist und -Spieler, der zwischen 1781 und 1801 in Osaka wirkte.

## Leben
Minezaki Kōtō war ein Schüler von Toyoga Kengyō (豊賀検校; 1743–1785), wobei kengyō der höchste Ehrentitel für einen blinden Hofmusiker war und kōtō zwei Stufen darunter. Anlässlich dessen Todes schrieb er das Stück Sodegōro. Minezaki war tätig im Genre des Jiuta, Musik für das Shamisen die im Raum Kyōto-Osaka von blinden Musikern aufgeführt wurde. Er ist bekannt für seine Hauta, Jiuta mit starker Betonung von Vokalmelodien, vor allem jedoch machte er aus den ursprünglich als kurze Intermezzi fungierenden tegotomono eigenständige Langwerke und verhalf ihnen dazu zu einer eigenständigen Musikform zu werden, die heute die häufigste Jiuta-Form darstellen.
Echigo-jishi wurde 1811 von Kineya Rokuzaemon IX. in seinem gleichnamigen nagauta (Kabuki-Musikstück) musikalisch zitiert, dass wiederum von Giacomo Puccini in seiner Oper Madama Butterfly verwendet wurde.

## Werk (Auswahl)
Hauta:
- Yuki (雪, „Schnee“) (1782)
- Sodegōro (袖香爐, „Ärmel-Räuchergefäß“) (1785)
- Kosu no to (小簾の戸, „Haus mit dem kleinen Bambusvorhang“)
- Daibutsu (大仏, „großer Buddha“)
- Hana no tabi (花の旅, „Blumenreise“)
- Bessekai (別世界, „eine andere Welt“)

Tegotomono:
- Zangetsu (残月, „Morgenmond“) (1792)
- Ume no tsuki (梅の月, „Pflaumenmond“)
- Azuma-jishi (吾妻獅子/東獅子, „Ostjapan-Löwentanz“) (1797)
- Echigo-jishi (越後獅子, „Echigo-Löwentanz“) (um 1788)
- Arima-jishi (有馬獅子, „Arima-Löwentanz“)
- Tamatsubaki (玉椿, „Kamelie“)
- Okina (翁, „alter Mann“)